# 柳泉乡 (吴忠市)
柳泉乡，是中华人民共和国宁夏回族自治区吴忠市红寺堡区下辖的一个乡镇级行政单位。
2011年11月30日，宁夏回族自治区人民政府批复同意将太阳山镇西部地域划出，设立柳泉乡。新设立的柳泉乡辖柳泉、甜水河、沙泉、永新、红塔、豹子滩、黄羊滩、水套、羊坊滩、利同、利原11个村委会，乡人民政府驻地柳泉村

## 行政区划
柳泉乡下辖以下地区：
甜水河村、柳泉村、沙泉村、永新村、红塔村、豹子滩村、黄羊滩村、水套村、利原村、利同村和羊坊滩村。